# Wu Qiang
Wu Qiang (en chino: 吴强; 15 de agosto de 1993) es una deportista china que compite en remo. Ganó dos medallas en el Campeonato Mundial de Remo, en los años 2018 y 2019.

## Palmarés internacional
| Campeonato Mundial | Campeonato Mundial   | Campeonato Mundial | Campeonato Mundial  |
| Año                | Lugar                | Medalla            | Prueba              |
| ------------------ | -------------------- | ------------------ | ------------------- |
| 2018               | Plovdiv (Bulgaria)   | Medalla de oro     | Cuatro scull ligero |
| 2019               | Ottensheim (Austria) | Medalla de plata   | Cuatro scull ligero |